# Республиканцы только по названию

Значок «No RINOs» Селесты Грейг.

Республиканцы только по названию (англ. Republican In Name Only, RINO) — уничижительное прозвище в адрес республиканских политиков в США, чья деятельность неотличима от демократов. Аналогичный термин использовался в начале XX века, стал популярным в 1990-х годах, и президент Дональд Трамп часто использовал его для описания своих критиков в Республиканской партии. Этот термин представляет собой аббревиатуру, придуманную таким образом, что она сокращается до «РИНО» и произносится как «носорог».

## Истоки
В 1912 году бывший президент Теодор Рузвельт, действующий президент Уильям Говард Тафт и сенатор от Висконсина Роберт Лафоллетт боролись за идеологическую власть над республиканской партией, в ходе которой каждый из них называл своих конкурентов ненастоящими республиканцами. Словосочетание «республиканец только по имени» был популярным политическим уничижительным выражением только в 1920-х, 1950-х и 1980-х годах.
Самое раннее использование RINO в СМИ стала публикация от 31 декабря 1992 года в газете The Union Leader из Манчестера в Нью-Гэмпшире.
Билл Клинтон гордился бы тем, что происходило на этой неделе в сенатском углу на третьем этаже Государственной палаты. ... Республиканцы уезжали, а демократы и «РИНО» (республиканцы только по имени) въезжали.

Значки с красной чертой через изображение носорога были замечены в Государственной палате Нью-Гэмпшира ещё в 1992 году. В 1993 году будущий президент Калифорнийской республиканской ассамблеи Селеста Грейг раздала значки с красной косой чертой над словом RINO, чтобы выразить несогласие с мэром Лос-Анджелеса Ричардом Риорданом. Этот термин стал широко использоваться во время последующих избирательных циклов.

## Использование

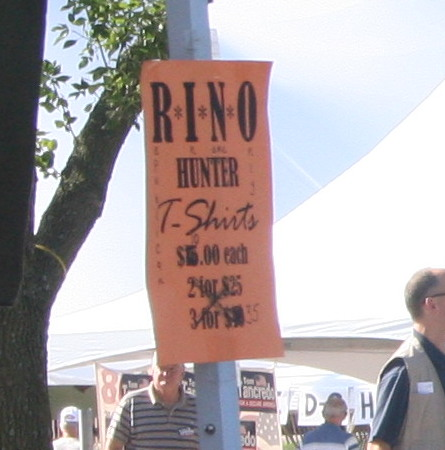
Футболка «RINO Hunter» (2007 год).

Во время сезона республиканских праймериз некоторые консервативные организации нацеливаются на республиканцев RINO, которые не принимают их позицию. Национальная федерация республиканских собраний основала «Клуб охотников РИНО», целями которой становятся слишком умеренным в вопросах налогов, права на оружие и абортов республиканцы. Консервативная фискальная Организация 501(c) изобрела список «RINO Watch» для наблюдения за «республиканскими должностными лицами по всей стране, которые проводят вопиющую политику против экономического роста, свободы или свободного рынка»; другие консервативные группы опубликовали аналогичные списки.

### Дональд Трамп
Дональд Трамп часто использовал этот термин для описания своих критиков в Республиканской партии. Во время президентских выборов 2020 года в США Дональд Трамп использовал слово в адрес губернатора Джорджии Брайана Кемпа и государственного секретаря Джорджии Брэда Раффенспергера из-за их отказа оспорить результаты выборов в штате во время попыток отменить итог выборов. Он также использовал этот термин для обозначения губернатора Мэриленда Ларри Хогана и республиканцев в Палате представителей и Сенате, которые либо проголосовали за импичмент и осудили его во время его второго импичмента после нападения на Капитолий 6 января, либо голосовали за двухпартийный Закон об инфраструктуре.
Недавно этот термин использовался для описания республиканских критиков бывшего президента Дональда Трампа, а сам Трамп написал в Твиттере, что признавшие Джо Байдена победителем на президентских выборах в США 2020 года республиканцы также являются RINO. Некоторые республиканцы, критикующие Трампа, иногда использовали этот эпитет для описания самого Трампа. После смерти бывшего госсекретаря Колина Пауэлла в 2021 году, Трамп назвал покойного «классическим RINO».
На праймериз 2022 года Трамп поддерживал ряд республиканских кандидатов, обвиняя их однопартийных конкурентов в RINO. Результат не был однозначным.